# We the People (brädspel)
We the People är ett historiskt konfliktspel om det amerikanska frihetskriget av Mark Herman, utgivet av Avalon Hill 1993.
Fokus i spelet ligger på den militära konflikten under den amerikanska revolutionen, mellan åren 1775-1781. En spelare styr de amerikanska styrkorna och den andra de brittiska. Spelet anses ha utvecklat krigsspelhobbyn och startat den genre som kallas "CDG:s" (Card Driven Games). I den typen av spel är kort centrala för spelmekaniken. Även om flera tidigare spel också kan anses vara kortdrivna var We the People först med en mekanik där kort användes för att antingen sätta igång militära operationer (Operations) eller iscensätta historiska händelser (Events). Detta regelsystem skulle få flera framgångsrika efterföljare av vilka Hannibal: Rome vs Carthage (1996) och Twilight Struggle (2005) kan nämnas. Spelet slutade produceras när Avalon Hill köptes av Hasbro, men 2010 gav GMT Games ut en omformad nyutgåva under namnet Washington's War.